# André Beullens
André Constant Joseph Beullens (Brussel, 6 september 1930 - Sint-Agatha-Berchem, 16 maart 1976) was een Belgisch kunstschilder. Aanvankelijk beïnvloed door het surrealisme, zocht hij naar nieuwe uitdrukkingsvormen in de abstracte kunst om zich nadien te bekeren tot de fundamentele kunst waarbij hij dicht aanleunt tegen de op-art.

## Leven en werk
Beullens was de zoon van een geelgieter en volgde vanaf 1942 tekenles aan de tekenacademie van Sint-Jans-Molenbeek. Na de Tweede Wereldoorlog ging hij naar de Koninklijke Academie voor Schone Kunsten van Brussel en van 1949 tot 1950 volgde hij nog les aan het Provinciaal Normaalinstituut voor Tekenkunst van Brabant te Brussel. 
Zijn eerste periode, van 1950 tot omstreeks 1961 werd gekenmerkt door het surrealisme. 
Op de leeftijd van 31 jaar begon hij te experimenteren met kleur en licht wat in 1963 resulteerde in de vervaardiging van de reeks Ephémérides. De doeken hebben een geometrische basisstructuur met wazige verglijdingen van de ene kleurbaan in de andere en lichtnuances die uitdeinen naar de rand van de doeken. Bij de eerste reeks hadden de kleurbanen nog geen basisstramien maar vanaf 1967 met Lignes d'Or hadden ook de kleurbanen een symmetrie waarbij hij dicht tegen de op-artstroming aanleunde. 
Vanaf 1969-1970 werd de kleur in zijn werken belangrijker dan het licht. Hij schilderde verticale kleurbanen die, door de juiste contrasten te kiezen, leken te vibreren. Beullens blijft nadien verder experimenteren. In het werk Metastases uit 1974 combineert hij brede kleurzones die een welbepaalde afstand hebben en in 1975 vervaardigt hij met de twee reeksen Domino Suites (I en II) een aantal monochrome panelen waardoor de achtergrondmuur een grote rol speelt.
Samen met onder anderen Rik Poot en Hilde Van Sumere behoorde hij tot de zogenaamde Groep van Vlaams-Brabant. Hij gaf les aan het Rijkscentrum voor Hoger Kunstonderwijs te Etterbeek en aan de Rijksschool voor Beeldende Kunsten te Koekelberg.
Beullens stierf op 45-jarige leeftijd aan hartfalen. Een overzichtstentoonstelling met werken van Beullens, Marcel Broodthaers en Amedée Cortier werd in 1977 ingericht in het S.M.A.K. te Gent.

## Tentoonstellingen (selectie)
- Paleis voor Schone Kunsten te Brussel, 1963
- Galerie Jeanne Buytaert te Antwerpen, 1969
- Galerie Françoise Mayer te Brussel, 1970, 1972 en 1974
- Tweede Triënale te Brugge, 1971
- Triënale 3 te Brugge, 1973
- ICC te Gent, Closed series, 1976
- Museum Dhondt-Dhaenens te Deurle, Domino Suites (I en II), 1976 (postuum)

## Belangrijke musea
Werk van Beullens is in het bezit van de volgende belangrijke musea:
- Koninklijke Musea voor Schone Kunsten van België te Brussel, Dubbel gouden strand V (1969)
- Stedelijk Museum voor Actuele Kunst te Gent, Nerulux V (1967), Pierre levée (1971), Spina bifida (1973), Domino Suite I (1975) en Proposite VIII (1975)
- Museum van Elsene te Elsene
- Kunstcollectie van ING België te Brussel
- Kunstmuseum aan Zee te Oostende

## Prijzen
- Prijs Jonge Belgische Schilderkunst (1965)
- Zilveren medaille Europaprijs Oostende (1973)